# Château d'eau de Bourges
Le château d'eau de Bourges est un monument situé en bordure de la place Séraucourt. Sa construction a débuté en 1865 et il fut inauguré le 18 août 1867 par le maire de l'époque Pierre Planchat. Il est conçu par l'ingénieur Paul-Adrien Bourdalouë. Son habillage de style néoclassique est dessiné par l'architecte parisien Albert Tissandier tandis que les sculptures sont de Jules Dumoutet, artiste et archéologue originaire du Berry.

## Architecture
Lors de sa mise en service en 1867, l'ouvrage était alimenté par une usine de captage installée dans la vallée de l'Auron. Le château d'eau mesure 14,70 mètres de haut pour un diamètre de 29 mètres, soit 91,10 mètres de circonférence. Autrefois, il comportait un bassin encadré par un grand escalier en fer à cheval qui conduisait à une fontaine abritée sous une grande niche concave. Cette grande niche est inscrite dans un avant-corps orné de piles surmontées d'un fronton décoré et de deux niches latérales. Le bassin et une partie de l'escalier ont été supprimés. L'accès à l'ancienne fontaine se fait aujourd'hui par un talus gazonné.

## Conversion en lieu d'exposition municipal
Désaffecté depuis 1940, le château d'eau de la place Séraucourt a été en 1999 entièrement réaménagé par la ville de Bourges en un lieu destiné à la diffusion des arts plastiques. Ainsi sous l'appellation Château d'eau - Château d'art y sont organisées de nombreuses manifestations culturelles. Il reçoit notamment de nombreuses expositions d'art contemporain, performances et manifestations touchant aux arts visuels organisées par les associations culturelles berruyères Bandits-Mages et Emmetrop puis l'Antre Peaux ainsi que l'École nationale supérieure d'art de Bourges qui propose régulièrement à ses étudiants et étudiantes (en cours de cursus ou récemment diplômés) d'y montrer leurs travaux à l'occasion d'expositions collectives.

## Expositions et manifestations culturelles
- 92e Salon d'art Le Mouciau - Invité Michel Saint-Lambert (13 au 28 mai 2017)[8]
- Les Vestibules et leurs handmaids, de Vanessa Notley (10 juin au 17 septembre 2017)[9]
- Patrick Prugne, dans le cadre du 21e festival BulleBerry (30 septembre au 29 octobre 2017)[10]
- Zoo Space, de Hervé Bezet (23 février au 29 avril 2018)[11]
- Le Ciel va couler cette nuit, (16 au 20 avril 2019)[12]
- Ailleurs si j'y suis, commissaires d'exposition Jon Haure-Placé et Sarah Saudry-Dreyer (8 juin au 22 septembre 2019), dans le cadre de Bourges Contemporain[13]
- Les Terres sauvages, Christian Rossi, dans le cadre du 23e festival BulleBerry (5 octobre au 3 novembre 2019)[14]
- Vivace et troppo, le verre à l'état libre, commissaire d'exposition Yves Sabourin (24 juillet au 2 septembre 2020)[15]
- Habiter, commissaire d'exposition Clotilde Boitel (12 juin au 19 septembre 2021)[16]
- Se mettre à table ! (12 juin au 19 septembre 2021) dans le cadre de Bourges Contemporain[17]
- Jeu de monde - Hall Noir, coordination par David Legrand (18 novembre au 5 décembre 2021) dans le cadre des Rencontres Internationales Monde-s Multiple-s[18]
- Transduction - Volet 1 (5 février au 24 avril 2022)[19]
- Transduction - Volet 2 (25 mars au 24 avril 2022)[19]
- Extension des meutes de Julie Chaffort, commissaire d'exposition Julie Crenn (9 juillet au 18 septembre 2022), dans le cadre de Bourges Contemporain[20]
- Jeu de monde 2.0 - Hall Noir, coordination par David Legrand (17 novembre 2022 au 15 janvier 2023)[21]